# Buenavista del Monte
Buenavista del Monte es una localidad del estado mexicano de Morelos. Es parte del municipio de Cuernavaca.

## Demografía
| Gráfica de evolución demográfica |
|                                  |

| Censo | Población |
| ----- | --------- |
| 1940  | 233       |
| 1950  | 235       |
| 1960  | 1492      |
| 1970  | 652       |
| 1980  | 548       |
| 1990  | 683       |
| 2000  | 773       |
| 2010  | 910       |
| 2020  | 1135      |